# Medellinski kartel
Medellinski kartel bio je kriminalni narkotički sindikat kolumbijskih mafijaških obitelji, koji je od 1970.-ih do početka 1990.-ih kontrolirao većinski dio ilegalnog tržišta kokainom u Kolumbiji: uzgoj lista koke ali i proizvodnju, krijumčarenje i prodaju kokaina.
Političke ambicije kartela i njihovo nasilno djelovanje dovodili su tijekom 1990.-ih do žestokih obračuna s kolumbijskom vladom. 
Medellinski kartel bila je profesionalna organizacija sa specijalnim osobljem poput pilota, kemijskih inženjera, odvjetnika i ekonomista. U borbi protiv drugih narko-liga, kartel je koristio profesionalne ubojice. Osim ubojstava političara, sudija i policajaca, Medellinski kartel je također provodio teror protiv civilnog stanovništva, između ostalog podmetnuli su eksplozivnu napravu u zrakoplov s ciljem ubojstva predsjedničkog kandidata Césara Gaviria, atentat u kojem je poginulo 110 osoba (ali ne i sam Gaviria, koji nije bio u zrakoplovu). Kartel je 1993. u svojoj službi imao oko 3000 čuvara i profesionalnih ubojica. Naziv Medellinski kartel dobio je po drugom po veličini gradu u Kolumbiji, Medellínu, u kojem je bilo sjedište kartela. Poslije ubojstva vođe kartela Pabla Escobara 1993., dolazi do raspada kartela.